# 김능오
김능오(金能五, 1960년대 후반? ~ )는 조선민주주의인민공화국의 정치인이다. 조선로동당 중앙위원회 정치국 후보위원 겸 평양특별시 당위원회 위원장이다.

## 경력
2016년 5월, 조선노동당 제7차 대회에서 당 중앙위원회 위원과 정치국 후보위원으로 선임되었다. 그리고 6월에 평안북도 당위원회 위원장으로 임명되었다. 2018년 5월 평양특별시 당위원회 위원장으로 자리를 옮겼다.

## 같이 보기
- 조선민주주의인민공화국의 정치